# Pedro Cersósimo
Pedro Washington Cersósimo Macchi (San José de Mayo, 1921-12 de octubre de 1996) fue un escribano y político uruguayo perteneciente al Partido Colorado. Apodado cariñosamente «Pico».

## Biografía
Inicia la militancia política a temprana edad; participa como edil en la Junta Departamental de San José. También ejerció como profesor en enseñanza secundaria.
En 1963 ingresa como diputado por San José por la lista 99 de Zelmar Michelini. En 1968 se separa de esa agrupación y adhiere al presidente Jorge Pacheco Areco, en cuyo gobierno ocuparía tres ministerios: Trabajo y Seguridad Social  (25 de marzo de 1969-29 de mayo de 1969), Interior (6 de junio de 1969-17 de abril de 1970) y de Educación y Cultura de Uruguay (3 de junio de 1971-4 de noviembre de 1971).
Durante la dictadura, ocupó un escaño en el Consejo de Estado.
Retornada la democracia, en 1985 ingresa como senador por la Unión Colorada y Batllista, convirtiéndose en uno de sus principales portavoces.
Durante la presidencia de Luis Alberto Lacalle, Cersósimo presidió el Directorio del Banco Hipotecario del Uruguay, desempeñándose con destacada solvencia. En la misma época, su hijo Gustavo se desempeñó como Subsecretario de Industrias.